# Habranthus goianus
Habranthus goianus är en amaryllisväxtart som beskrevs av Pierfelice Ravenna. Habranthus goianus ingår i släktet Habranthus och familjen amaryllisväxter. Inga underarter finns listade i Catalogue of Life.